# José Solís Ruiz
José Solís Ruiz (Cabra, province de Cordoue, 1913 - Madrid, 1990), est un juriste, magistrat, homme politique, auteur et entrepreneur espagnol.
Issu d’une famille de petits producteurs agricoles andalous conservateurs, José Solís Ruiz fit des études de droit et s’engagea de bonne heure dans la Phalange. Après avoir pris parti en juillet 1936 pour le camp nationaliste dans la Guerre civile, il assuma de hautes fonctions sous le régime franquiste, d’une part comme auditeur militaire (participant à ce titre à la répression des groupements anti-franquistes dans l’immédiat après-guerre mondiale), et d’autre part dans l’administration syndicale. Nommé en 1951 à la tête du syndicat vertical officiel OSE, il entreprit un certain nombre de réformes tendant à faciliter l’adhésion (par l’abolition de l’obligation préalable d’être affilié à la Phalange), à accroître la fonction représentative du syndicat officiel (par des élections syndicales ; intention pour le reste demeurée lettre morte) et à étendre ses compétences au domaine économique (politique fiscale en vue d’une meilleure redistribution des richesses, services sociaux, politique salariale). L’objectif était de faire de l’OSE un groupe de pression capable de peser en faveur des travailleurs au cœur même du régime, même s’il convient de faire la part des visées purement propagandistes dans un contexte de fortes tensions sociales dans les entreprises.
D’allure sympathique (surnommé « le sourire du régime »), il assuma entre 1957 et 1969, avec rang de ministre, la présidence du Mouvement (parti unique), qu’il s’appliqua à pourvoir d’une base juridique par l’adoption d’un ensemble de lois régissant ses statuts ; la proposition d’ouverture formulée à cette occasion, sous forme d’intégration dans le Mouvement de diverses « associations », se heurta à la farouche opposition des hiérarques du régime, du secteur catholique et de Franco lui-même, hérissé à toute velléité de résurgence des partis politiques. D’autres dissensions (notamment sur la succession du Caudillo, José Solís s’opposant à la restauration de la monarchie) et l’affaire de corruption Matesa (où il mobilisa toute la presse phalangiste pour tenter de jeter le discrédit sur les technocrates de l’Opus Dei, alors très influents à la tête de l’État) finirent par provoquer sa chute en 1969. Il eut encore un rôle politique dans les dernières années du franquisme, participant notamment aux négociations sur le Sahara occidental en 1975.

## Biographie

### Origines familiales, formation et débuts de carrière
Né le 27 septembre 1913 à Cabra, gros bourg de la province de Cordoue, au sein d’une famille de petits propriétaires agricoles andalous, — « de ceux qui vivent sur la terre, de ceux qui reçoivent le soleil et la pluie sur leurs domaines, non de ceux qui encaissent une fois la récolte faite » —, José Solís Ruiz était le fils de Felipe Solís Villechenous, maire de Cabra sous la dictature de Primo de Rivera, et d’Eduarda Ruiz Luna. De ses années d’enfance et de jeunesse dans la campagne andalouse, il se rappellera « avoir connu dans [son] village la diversité syndicale, qui entraînait la division des hommes et le travail réparti en fonction des organisations, lesquelles étaient manœuvrées par les groupes ou partis politiques ». Il accomplit des études de droit dans les universités de Deusto (fondée par les jésuites et située à Bilbao), puis de Valladolid,,.
« Vieille chemise » de la Phalange (c’est-à-dire phalangiste de la première heure), il s’engagea dans la Guerre civile aux côtés des insurgés,, comme volontaire dans une compagnie phalangiste d’infanterie à Valladolid, obtenant au cours du conflit le grade d’alférez provisional, soit sous-lieutenant provisoire, puis rapidement le rang de jefe de centuria. Il est vraisemblable que son engagement politique dans la Phalange s’était produit à Valladolid durant ses études universitaires, et s’inscrit en tout cas dans la ligne de sa socialisation dans un milieu familial humble mais conservateur et adverse aux positions idéologiques de la gauche. En 1940, la guerre civile terminée, José Solís, motivé par son intérêt pour l’activité syndicale, se fit embaucher sur concours à l’âge de 27 ans dans le Secrétariat technique syndical de l’Organisation syndicale espagnole (OSE), où il occupa le poste de secrétaire de la section syndicale centrale du Syndicat national du Métal,,. Également sur concours, il intégra le Corps juridique militaire de l’Armée de terre, auquel titre il intervint en 1941 comme accusateur public lors du procès contre un groupe d’anarchistes membres du maquis anti-franquiste, inculpés par Solís pour sabotage et tentative de restaurer la République, et finalement condamnés à mort et exécutés. En 1944, il fut nommé à la tête du vice-secrétariat général à l’Ordonnancement social (Ordenación Social), organisme de la Phalange chargé notamment des questions syndicales. Quoique techniquement catalogué comme phalangiste « vieille chemise », Solís fit une bonne part de sa carrière professionnelle comme magistrat de l’armée et comme bureaucrate de l’administration syndicale, en raison de quoi il n’avait que fort peu de contacts avec le mouvement fasciste originel. Pour certains auteurs même, il ne peut être considéré comme un phalangiste sincère, mais tout au plus comme un franquiste de la onzième heure, quoique malléable et accommodant.
En mai 1946, José Solís Ruiz fut désigné procureur (membre) des Cortes franquistes en représentation du tercio sindical,, puis occupera cette fonction jusqu’en décembre 1975, c’est-à-dire pendant presque toute la durée de la dictature franquiste.

### Délégué national des syndicats (1951-1957)
Cette même année 1946, en vertu de ses attributions de vice-secrétaire général à l’Ordonnancement social, José Solís organisa les premières élections syndicales et convoqua le premier Congrès national des travailleurs,. Durant son mandat, où il sut se forger une image d’efficacité et de proximité, il s’entoura de quelques collaborateurs appelés à jouer plus tard un rôle notoire pendant ses premières années comme Délégué national des syndicats. Cependant, le 27 juillet 1948, sans doute en raison d’une détérioration de ses rapports personnels avec celui qui était alors le Délégué national, Fermín Sanz-Orrio, José Solís fut démis de ses fonctions de vice-secrétaire général à l’Ordonnancement social, mais trouva peu après, grâce notamment aux démarches du ministre de l’Intérieur Blas Pérez González, un emploi comme gouverneur civil et comme chef provincial du Mouvement (alias le parti unique FET y de las JONS) dans les provinces de Pontevedra et de Guipuscoa,,.
Le 19 septembre 1951, que ce soit à cause des tensions survenues entre le ministère du Travail et l’Organisation syndicale espagnole (OSE), ou sous l’effet des conflits sociaux de mars (nommément, la grève des tramways à Barcelone) — conflits qui avaient mis en lumière la nécessité d'une rénovation dans la hiérarchie de l’État, ce qui s’était traduit par le remaniement gouvernemental de juillet 1951 —, Franco limogea Fermín Sanz-Orrio à la direction de la Délégation nationale des syndicats et le remplaça, sur recommandation du secrétaire général du Mouvement Raimundo Fernández-Cuesta, par José Solís,, étant entendu du reste que la Délégation nationale des syndicats restait placée sous la tutelle du ministre du Travail, le phalangiste José Antonio Girón. En effet, la persistance du conflit ouvrier à Barcelone, qui dégénéra en manifestations violentes, avec charges de police se soldant par plusieurs morts, et entraîna la démission du gouverneur civil, pour se prolonger ensuite par une grève générale d’ampleur quasi provinciale, avait mis en échec, alors que se tenait le premier congrès national de l’OSE sous le mandat de José Solís, toute la stratégie de propagande syndicale, qui visait délibérément et obstinément à occulter la réalité du conflit en cours. C’est dans ce contexte que le régime se proposa de remaquiller le visage public de l’OSE par un changement dans sa hiérarchie, en évinçant le récalcitrant, réservé et assez indolent Sanz-Orrio, au profit d’un jeune dirigeant, qui avait grandi dans son ombre sans jamais afficher une quelconque volonté de changer les éléments fondamentaux du modèle syndical espagnol, et à qui serait confiée la mission de faire du populisme un outil politique au service d’une revitalisation, à tout le moins cosmétique, du syndicalisme officiel. (Fermín Sanz-Orrio se maintint pendant un temps encore comme vice-secrétaire aux Œuvres sociales du parti unique FET y de las JONS, fonction de faible poids politique qu’il exerçait parallèlement depuis 1941 déjà, et fut envoyé peu après, en avril 1952, comme ambassadeur au Pakistan). Dans le climat d’incertitude caractérisant le début de la décennie 1950, la nomination de Solís répondait à la nécessité pour l’OSE de se réaffirmer dans ses missions.
Jovial, d’allure aimable et de parole aisée, José Solís devint bientôt l’un des hiérarques les plus populaires de l’Espagne franquiste, à telle enseigne qu’on lui accola l’épithète « sourire du régime »,,. Dans les années suivantes, il réussit à avoir une présence très marquée dans la vie politique espagnole, aidé en cela par la circonstance que son mandat de Délégué national des syndicats coïncidait avec la période de prospérité dite miracle économique espagnol de la décennie 1960. Les syndicats verticaux allaient atteindre l’apogée de leur influence sous José Solís, qui s’attacha en effet à les élargir et à les moderniser. En particulier, l’œuvre syndicale « Educación y Descanso » (Formation et Repos, en abrégé EyD) allait, grâce à son réseau de centres de loisirs et à ses activités culturelles, se développer en l’un des organes des syndicats verticaux les plus prisés des classes laborieuses. En collaboration avec José Antonio Girón, José Solís mit en place les dénommées Universités du travail (Universidades Laborales), grands centres éducatifs dispensant des formations professionnelles de qualité, qui permirent au régime de se prévaloir d’accomplissements dans le domaine social, en application de l’idéologie phalangiste. La première Université du travail fut celle de Gijón, inaugurée en 1955, bientôt suivie de celles de Séville, Cordoue et Tarragone.

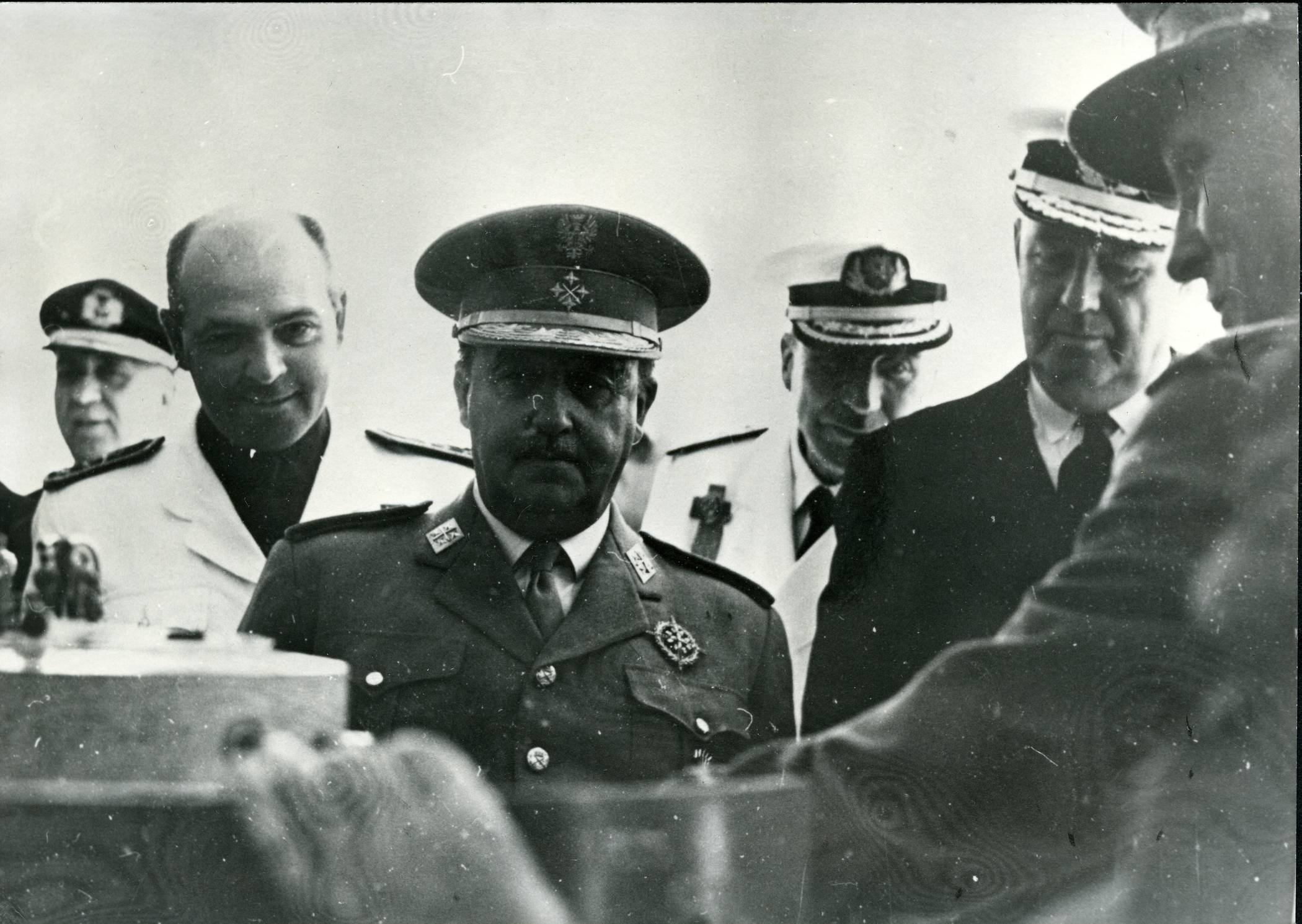
Solís (en retrait à gauche) en compagnie de Franco en 1950.

En réaction à l’ascension des « technocrates » au sein du gouvernement et de l’administration franquistes, les phalangistes eurent tendance à se « retrancher » dans l’OSE, tout en favorisant une sorte d’« ouverture » de l’organisation en direction des travailleurs, afin d’en faire un groupe de pression au cœur même du pouvoir franquiste. Ainsi p. ex. n’était-il plus nécessaire à partir de 1954 d’être détenteur d’un carnet de membre de la FET y de las JONS pour avoir le droit de participer aux élections syndicales, et y eut-il même, dans l’appareil franquiste, une tentative d’attirer vers l’Organisation d’anciens dirigeants anarcho-syndicalistes,.
Pour la première fois depuis une décennie fut utilisée de façon intensive une propagande sous la forme d’un culte de la personnalité autour de quelques hauts dirigeants syndicaux, avec lesquels étaient intimement associées les valeurs, proclamées positives, de l’OSE. La représentation de José Solís comme homme d’action, ainsi que son identification avec le « sourire du régime », était commandées par la nécessité de redorer le blason du syndicat vertical à un moment de recrudescence des conflits sociaux en Espagne et dans un contexte intérieur du régime franquiste où même les personnalités les plus populistes du national-syndicalisme ne se sentaient plus tenues de garder un silence honteux comme dans l’immédiat après-guerre mondiale.
Le 1er septembre 1952, José Solís fut à l’origine d’un important document intitulé Bases de la Futura Acción Sindical, dans lequel il insistait sur ce qui — selon lui — était, en vertu de ses lois fondatrices, l’un des aspects fondamentaux de l’OSE, à savoir la tâche de combattre l’antinomie entre État et syndicat ; c’était une façon indirecte pour Solís de revendiquer le caractère politique de l’OSE, à quoi allait donner corps le concept de syndicat comme passerelle entre société et État, Solís plaidant pour la politisation du syndicalisme officiel et pour la consolidation de celui-ci comme entité autonome de l’État. Mais en même temps, ce positionnement théorique marque aussi, sous couvert du syndicalisme officiel, la fin de la mise sous le boisseau de la Phalange, quoique sans esprit de rupture et sans mettre en péril l’équilibre au sein du pouvoir franquiste, Solís parlant même de continuité et affirmant que les syndicalistes s’appliquaient à cette tâche « depuis deux lustres, en élevant une construction qui protège la société espagnole de l’antinomie État-syndicat »,. Les ambitions politiques de l’OSE s’exprimaient ici sans ambages : « face à ceux qui soutiennent l’opinion de l’apolitisme syndical, nous professons et pratiquons avec franche sincérité le principe de la nature politique de nos Syndicats »,.
Dans le document était édictée une série de consignes, d’exécution immédiate, dont entre autres :

« Implication croissante de la ligne représentative dans l’ensemble de la gouvernance des Entités syndicales, où la direction se réserve les seules facultés qui lui sont propres et qui se ramènent à celles de diriger, impulser et corriger l’action syndicale afin que celle-ci se déploie en accord avec les principes fondamentaux de notre dogme politique. [...] Élargissement graduel des fonctions des entités syndicales, en ajoutant à celles de nature économique et sociale qu’elles exercent actuellement, celles d’assistance, en ayant soin que celles-ci également se déploient principalement par le biais d’organes représentatifs syndicaux. »

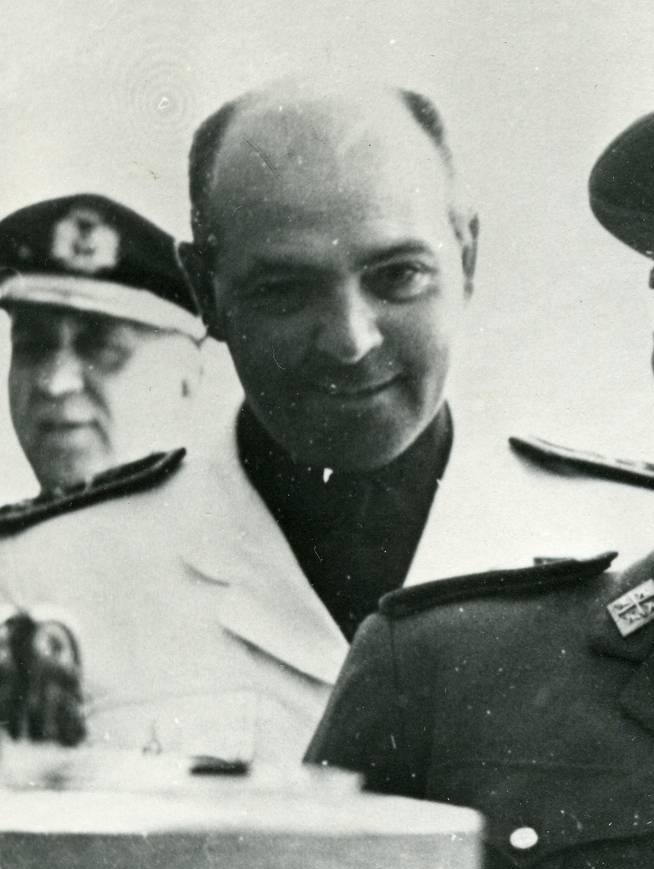
Homme affable, Solís était surnommé « le sourire du régime ».

Certes, l’important était ici que la structure hiérarchique et la ligne politique de l’OSE soient maintenues intactes ; cependant, cela n’interdit pas de postuler que la mise en œuvre de la fonction représentative du syndicat faisait bien partie intégrante du projet initial de Solís. D’autre part, la réintroduction d’une fonction économique dans les missions confiées aux Syndicats nationaux n’équivaut en aucune manière à réactiver le modèle de Salvador Merino, attendu que la restauration ici envisagée de la capacité économique des syndicats verticaux se bornait aux missions d’étude et d’évaluation, « fonction de collaboration et auxiliaire dans le champ socio-économique » ; il s’agissait d’un transfert de compétences — celle économique d’une part, de la sphère locale vers les Syndicats nationaux, et celle sociale d’autre part, de ces derniers vers les entités territoriales —, qui visait surtout à dynamiser une organisation qui paraissait assoupie sous l’effet de la proscription d’après-guerre et de la gestion pondérée et démobilisatrice de Sanz-Orrio.
Dans une conférence prononcée à l’École syndicale de Madrid en 1953, Solís donnait pourtant bien l’impression de vouloir s’atteler à ce que des compétences de gouvernance économique soient effectivement attribuées aux Syndicats nationaux :

« Nous ne pouvons revenir aux temps où l’économie nationale était brisée par l’action anarchique et négative des masses laborieuses organisées, ni aux temps où l’État contemplait les bras croisés ces assauts contre l’économie du pays. Aujourd’hui, il faut, non point que l’État se fasse entrepreneur, mais qu’il assume la direction de l’économie nationale, sans pour autant tuer les initiatives individuelles. Et l’instrument pour assumer cette direction sont les Syndicats. »

Toutefois, les postures de Solís n’apparaissent que comme opération de propagande, témoin le fait qu’aucune démarche effective ne fut entreprise tendant à octroyer aux Syndicats nationaux une quelconque compétence de gestion économique de l’État, lors même que Solís lui-même ait prétendu que l’OSE en disposait désormais déjà « comme jamais l’ancien syndicalisme n’aurait pu en rêver »,. Il est à noter que l’OSE était devenue pour les travailleurs la seule voie effective d’accès au pouvoir politique, par le biais de sa présence dans les ministères de l’Agriculture, de l’Industrie, du Commerce, des Travaux publics, de l’Éducation nationale, des Finances et du Travail ; au Conseil d’État et au Conseil de l’économie nationale ; dans les administrations locales et provinciales, par le truchement de conseillers et de députés ; aux Cortes enfin et au Conseil du Royaume. Cependant, l’accès des classes subalternes à la direction politique de l’État et à la jouissance d’un bien-être économique appréciable ne se faisait que fort peu encore à travers la capacité de représentation de l’OSE, alors très restreinte encore, mais bien plutôt à travers les pouvoirs de hiérarques syndicaux, sincèrement motivés et engagés au lendemain du Ier Conseil politique syndical.
Dans le domaine de la protection sociale (asistencialismo), le régime prit vers le milieu de 1954, au moyen du décret-loi du 29 mai 1954, l’importante décision — en ce sens qu’elle renforça la capacité d’action de l’OSE et lui permit de concrétiser son discours de propagande — par laquelle fut confiée à l’Œuvre syndicale du foyer (en espagnol Obra Sindical del Hogar) la mission de réaliser un plan de construction annuelle de 20 000 logements à loyer modéré. L’OSE se targuera plus tard d’avoir érigé en une seule année plus de logements que dans les douze années antérieures. Néanmoins, pas même après une multiplication si spectaculaire des réalisations de la Obra Sindical del Hogar, il ne fut possible de résoudre la grave pénurie de logements en Espagne, pénurie qui allait s’aggraver encore dans les années subséquentes, à un rythme insoutenable pour la capacité de construction de l’OSE. Mais l’opération apporta le soubassement nécessaire au déploiement du discours de propagande, et il suffira désormais à Solís de faire référence au décret-loi du 29 mai 1954 pour étayer ses proclamations de « guerre-éclair, une guerre totale » dans le domaine du logement,.
Le IIIe Congrès national des travailleurs, tenu le 11 juillet 1955, fut l’occasion d’ajouter du poids à l’argument selon lequel la pression exercée sur le gouvernement par l’OSE permettait, en dépit de l’opposition des classes supérieures, de faire ordonner des mesures en faveur des travailleurs. Ainsi, une nouvelle initiative, du moins au niveau discursif, fut lancée par laquelle le syndicat officiel escomptait prendre les devants face aux prévisibles manifestations de mécontentement dans un contexte de difficultés économiques que traversait alors la classe ouvrière espagnole, et qui consista à formuler des propositions relatives à la fonction sociale de l’État (sécurité sociale, assurance contre les accidents de travail, et autres subdivisions de la prévoyance sociale), tout en se flattant de sa « lutte contre l’esprit de monopole que certains secteurs de la chaîne productive veulent maintenir ». Les craintes d’une perte de contrôle social dans les usines avaient porté Solís et les hiérarques syndicaux à accroître leur pression sur le gouvernement, puis à se lancer dans une offensive politique. Le document final du congrès énonçait :

« Que soit rehaussé la contribution de l’État aux fonds de la Sécurité sociale, de façon que celle-ci soit entretenue principalement par celui-là, au moyen de sa politique fiscale, pour atteindre de la sorte une redistribution plus juste du revenu national, par la voie d’impôts sur les hauts revenus, sur les superbénéfices, sur la consommation somptuaire, sur les successiones mortis causa et par tout impôt frappant moins les coûts et les prix de produits de consommation d’usage général. »

Parallèlement, il s’agissait aussi de redorer l’image des syndicats espagnols au niveau international. En consonance avec la politique étrangère du régime, tendant à ce que l’Espagne réintègre le concert des nations, Solís œuvra à la reconnaissance internationale de l’OSE, laquelle ne pouvait procéder que de l’Organisation internationale du travail (OIT), dont l’Espagne avait été expulsée, de facto en 1939, puis de jure en 1941. Au lendemain des élections syndicales de mai 1954, abondamment commentées dans la presse syndicale espagnole, le gouvernement franquiste fit part de son souhait de dépêcher une délégation à la prochaine conférence de l’OIT de février 1955. La requête en ce sens, introduite par la médiation de la Colombie (à ce moment-là dirigée par le général putschiste Gustavo Rojas Pinilla), fut acceptée par une étroite marge de 23 voix contre 17 ; ayant ensuite été effectivement accueillie comme nouveau membre de l’ONU le 14 décembre 1955, l’Espagne requit la mise en œuvre de son droit automatique d’adhésion à l’OIT, ce qui sera chose faite le 28 mai 1956.
En 1956, la situation politique de José Solís se trouvait donc solidement affermie, ce qui explique en partie sa position privilégiée dans la course au Secrétariat général du Mouvement quelques mois plus tard. Cependant, ce qui prédominait pendant cette année 1956 était moins les circonstances politiques syndicales internes, que les craintes, éprouvées par les autorités franquistes tout au long de la dictature, d’assister à une résurgence des conflits sociaux. Le 1er avril 1956, une importante hausse de salaire de 16 % fut décrétée par le ministre du Travail Girón, en réponse à un document adressé au gouvernement par l’OSE où celle-ci alertait sur la gravité de la situation dans les usines et suggérait la prise urgente de mesures pour y remédier. En dépit de cette hausse salariale, une vague de grèves, de manifestations et d’actions de protestation déferla sur l’Espagne en avril 1956, dont en particulier une série de grèves dans les grandes entreprises au Pays basque et en Catalogne mobilisant quelque 150 000 travailleurs. Girón décida d’y répondre par un surcroît de démagogie et par une nouvelle hausse de salaire, qui ne manqua pas de déclencher une spirale inflationniste après que le patronat eut directement répercuté sur les produits de première nécessité les nouvelles charges sociales induites par les décrets ministériels. En réaction, Girón annonça une nouvelle augmentation des salaires, proposa des améliorations dans le domaine du logement et préconisa l’ouverture de nouvelles voies d’accès à la culture pour les travailleurs, et surtout leur offrait l’OSE comme outil pour canaliser leurs aspirations.
Solís apporta alors son concours à la stratégie de Girón consistant à faire pression sur les dirigeants politiques, mais la consonance publique entre Girón et Solís ne portait que sur la volonté de faire monter la pression sur le gouvernement, non sur les mesures à prendre. Ainsi p. ex., les propositions de solution contenues dans le document de l’OSE, à tonalité péremptoire, ne se bornaient pas à de nouvelles hausses de salaire, qui comportaient « dans un délai variable mais court une inévitable augmentation des prix en proportion égale voire supérieure à la hausse du salaire ». Entre Girón et Solís existaient plus de dissensions politiques que ce que laisse supposer leur apparente unité d’argumentation.
Si l’action de Girón durant ces mois figure comme son chant du cygne politique, l’OSE de Solís entrait au contraire dans une phase d’expansion, dont le IIIe Congrès national des travailleurs avait fourni les prémisses. Ses propositions d’action politique contre la crise sociale de septembre 1956 posaient notamment :

« Depuis un an environ, le malaise et la contrariété se répand chez la plupart des travailleurs espagnols, sous l’effet principalement de trois causes : a) baisses de salaire ; b) hausse constante des articles de première nécessité ; c) le fait que le Syndicat ne garantit pas adéquatement la défense des intérêts du travailleur, en raison de ce que celui-ci n’a pas de plus grande possibilité d’intervention dans la politique sociale. [...]

Il y a lieu que l’économie espagnole et l’entreprise (en tant que l’un des moteurs de celle-ci) soient dotées d’une contexture sociale qui lui fait encore défaut aujourd’hui ; pour cela, il sera nécessaire que soient adoptées des mesures propres à produire cette nécessaire transformation pour le bien de la communauté nationale, de la Révolution, de la Patrie. Tant que cela n’aura pas été réalisé, et tant que salaires et prix n’auront pas été équilibrés, ni la paix sociale ne sera assurée en Espagne, ni nous ne pourrons considérer comme pleinement réalisée la justice sociale,. »

### Ministre-secrétaire général du Mouvement (1957-1969)
En février 1957, José Solís Ruiz fut nommé, en remplacement de José Luis Arrese, au poste de ministre-secrétaire général du Mouvement (alias le parti unique FET y de las JONS), charge (qui avait alors rang de ministre) qu’il allait combiner avec celle de Délégué national des syndicats pendant plus d’une décennie. Sa nomination était une manœuvre de Franco qui, sous l’emprise des nouveaux impératifs d’ouverture économique, souhaitait se défaire de la tutelle incommode de la faction phalangiste. Aussi, de son poste, Solís se mit-il en devoir de déprécier et d’écarter politiquement non seulement les phalangistes « historiques », mais encore les nouvelles générations de phalangistes provenant du Front des Jeunesses, pour en lieu et place ouvrir la porte à un type nouveau de phalangiste professionnel et arriviste. Tout aussi habile qu’Arrese dans la mise en scène de manifestations de foule, Solis était presque interchangeable avec Arrese, quoique moins doctrinaire, de sorte que son orthodoxie phalangiste était mise en doute par la vieille garde, dont il allait néanmoins figurer comme représentant dans le nouveau gouvernement. Solís s’attela à la tâche de moderniser le Mouvement, ce pour quoi il put compter, au sein du parti, sur l’étroite collaboration de Fernando Herrero Tejedor, vice-secrétaire général du Mouvement dans les années 1960. Sa nomination à la direction du Mouvement, qui intervint peu après la dénommée « crise de février 1956 », mit Solís à la tête d’un parti ankylosé, resté figé dans le passé, rongé par la scission entre la génération qui avait fait la Guerre civile et les générations plus jeunes. Sans tarder, il mit au point le projet de Loi des principes du Mouvement national, qui visait à pourvoir d’une base légale le parti unique du régime et allait être approuvé en 1958. Pourtant, certains historiens ont pointé que cette loi impliqua en réalité le début de la fin pour le FET y de las JONS comme parti politique, car elle aboutit en fait à diluer la Phalange dans le « Mouvement ».

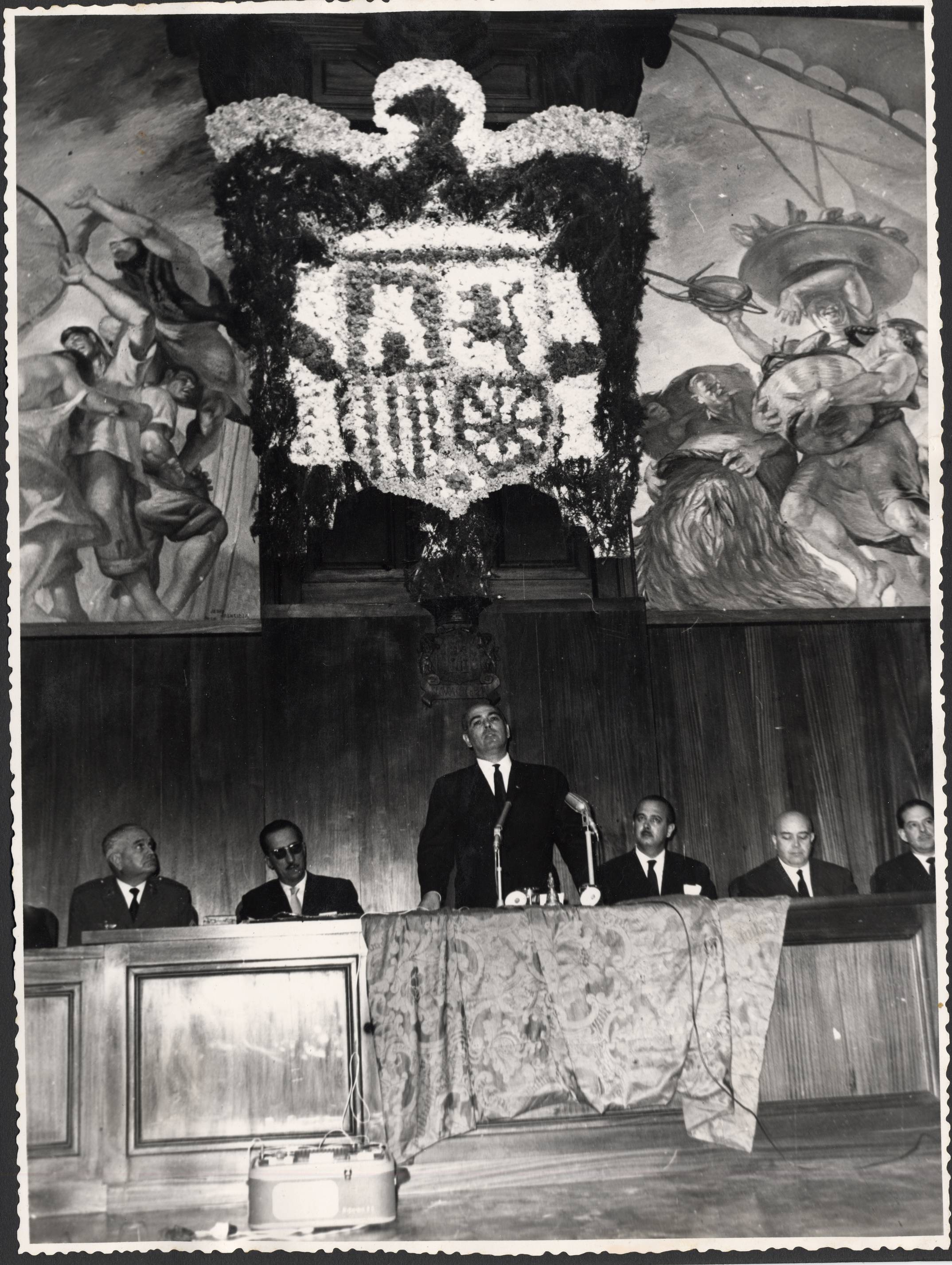
José Solís prononçant en qualité de ministre-secrétaire général du Mouvement un discours à l’occasion du cinquantenaire du Cabildo de Gran Canaria (1962). Remarquer le grand écusson franquiste à l’arrière-plan.

Avec cette initiative, Solís tenta d’articuler un projet phalangiste pour le régime pouvant servir de solution de rechange à celui des technocrates de l’Opus Dei. Ce projet, dont il avait déjà commencé partiellement la mise en œuvre dans les syndicats verticaux au travers d’une certaine ouverture interne, était complété par la création d’« associations » admises à l’intérieur du Mouvement, qui devait doter le régime franquiste d’un certain degré de « participation » populaire à ce qui était dénommé « contraste de pareceres » (± confrontation des points de vue). Dès octobre 1958, Solís avait mis sur pied la Délégation nationale des associations, avec pour mission d’« élargir aux groupes collectifs les bases d’adhésion au Mouvement », et à la tête de laquelle il avait nommé Manuel Fraga Iribarne. Aux yeux de José Solís, il était indispensable que les institutions du régime franquiste s’adaptent aux changements sociaux en cours en Espagne, en vue de quoi il y avait lieu de favoriser un développement politique parallèlement et en complément du desarrollismo (« développementalisme »), qui tendait à donner la priorité au développement économique. Son projet de Loi des associations, élaborée fin 1964, qui prévoyait de renforcer le système de « représentation organique » au sein de la société, en intégrant à l’intérieur du Mouvement des associations de pères de famille et de femmes mariées, provoqua cependant un tollé général et le début d’une protestation nationale de plus en plus difficile à contenir, parce qu’elle émanait des assises mêmes du régime, de la hiérarchie et des intellectuels catholiques, et menaça d’entraîner une rupture du régime avec une partie de la catholicité. Y feront obstacle également les technocrates de l’Opus Dei, le sous-secrétaire à la présidence Luis Carrero Blanco, et aussi le général Franco lui-même, qui redoutaient tous que les « associations » aillent fonctionner comme une porte dérobée à la faveur de laquelle les partis politiques viendraient à ressurgir en Espagne,.
En 1964 encore,  José Solís présenta sa Loi organique du Mouvement, qui prévoyait que le pluralisme s’exprime par la création d’associations intégrées dans le parti unique, c’est-à-dire qui autorisait une certaine représentation, mais moyennant que les associations se maintiennent strictement dans le cadre du Mouvement,. La presse monarchiste et catholique lança une vaste campagne contre ce projet, tandis que Franco, sceptique vis-à-vis de ce sujet et craignant que de tels innovations pourraient finir par réduire l’autorité du gouvernement ou d’ouvrir une boîte de Pandore, manifesta son opposition absolue à tout ce qui pourrait ressembler à la constitution de partis politiques, et refusa qu’un pluralisme puisse s’exprimer en dehors des associations intégrées au Mouvement. Finalement, le 3 juillet 1967, c’était un texte très restrictif quant à la liberté d’association « à l’intérieur du Mouvement » qui finit par être adopté. Solís continuera de batailler dans le même sens, défendant à la mi-1969 un Avant-projet définissant les bases du droit d’association, encore que Franco une nouvelle fois n’ait pas souhaité le promulguer.
Le processus d’ouverture, par lequel José Solís Ruiz entendait obtenir en même temps l’approbation de l’Organisation  internationale du travail (OIT), culmina avec les élections syndicales de 1966, qui avaient pour but de désigner les « enlaces » (agents de liaison) et les « vocales jurados » (membres jurés), et qui se tinrent avec une relative liberté. Cependant, ces scrutins échouèrent à consolider les positions phalangistes, et permirent au contraire à l’opposition de gauche de remporter un bon nombre des mandats d’élus par le biais du mouvement clandestin des Commissions ouvrières. En 1967-1968, l’expérience aperturista (d’ouverture) se donna pour close, et Solís ne vit pas d’inconvénient alors à soutenir la répression contre les Commissions ouvrières sous l’état d'exception décrété en 1968.
L’ample pouvoir que Solís concentrait en ses mains — parti unique, syndicats, presse et radio du Mouvement — lui valut la jalousie de nombre de hiérarques du régime. Durant ces années, les critiques contre son action au sommet du parti unique ne lui furent pas épargnées par les fractions les plus extrémistes du franquisme, qui l’accusaient de maintenir la Phalange dans un état de « total abandon ». Il fut critiqué aussi pour sa gestion du groupe de presse du Mouvement, Cadena de Prensa del Movimiento, ensemble de journaux et de publications pilotés par le régime. La « vieille chemise » José Antonio Girón ira jusqu’à déclarer que Solís utilisait le quotidien Pueblo, organe de presse théoriquement au service des syndicats verticaux, comme outil de communication à son service personnel. Mais le principal ennemi de Solís dans la hiérarchie franquiste restait le vice-président Carrero Blanco.
En 1962, Solís Ruiz se vit confier la mission de se rendre dans les Asturies pour négocier avec les mineurs sur les conditions auxquelles ils seraient disposés à mettre un terme à la grève commencée au printemps de la même année.
Dans la deuxième moitié de la décennie 1960, Solís s’efforça d’obtenir un élargissement des compétences politiques et économiques de l’Organisation syndicale, tentant parallèlement d’étendre les droits des salariés au sein des entreprises — non au sein des syndicats —, idée qui se heurta au rejet viscéral de la part du patronat et de quelques fractions du gouvernement (plus particulièrement Carrero Blanco). Un autre point de friction était la question de la succession de Franco. Un secteur du phalangisme opposé à la dynastie des Bourbons et qui eût préféré que le dictateur nomme pour son successeur un régent sans fixer de délai de passation du pouvoir, manifesta son désaccord avec la désignation de Juan Carlos de Bourbon comme successeur. José Solís Ruiz, Muñoz Grandes, Nieto Antúnez tentaient de maintenir les anciennes formes du pouvoir et, très hostiles à la restauration de la monarchie, allaient conjuguer leurs efforts pour essayer de ralentir la mise en application de la Loi organique de 1967. Ces régencialistes, emmenés par José Solís, tout en soulignant qu’il était indispensable d’en finir avec l’inconnue de la succession et en adjurant Franco de désigner un successeur, s'ingénièrent à retarder ainsi le retour de la monarchie, mais en vain,,. Franco en effet rejeta rondement les dernières propositions de Muñoz Grandes et de Solís tendant à adopter une forme de gouvernement présidentiel au lieu de préparer le retour de la monarchie.
En octobre 1969, José Solís fut sèchement démis de ses fonctions. Sa chute eut lieu dans le contexte du scandale Matesa. Dans le but de discréditer les technocrates de l’Opus Dei, la presse du Mouvement, avec l’appui des ministres Manuel Fraga et José Solís, rendit public un cas de corruption où se trouvait impliqué un chef d’entreprise ayant des liens avec cette institution catholique. L’éclatement du scandale donna lieu à un remaniement général du gouvernement ; paradoxalement, Solís et Fraga, coupables d’avoir porté l’affaire sur la place publique (il est vrai que cela supposait pour le moins leur accord tacite), figuraient parmi les ministres révoqués,,,,. L’Opus Dei au contraire sortit renforcé de l’affaire après que Franco eut accepté la requête de Carrero Blanco en faveur d’un « gouvernement uni et sans blâme » (un gobierno unido y sin desgaste), ce qui allait conduire à la constitution du dénommé « gouvernement monocolore ». Selon Bartolomé Bennassar, Solís fut stupéfait d’avoir été ainsi écarté car il était persuadé que Franco lui avait donné des garanties quelques jours auparavant, et affirma que le Caudillo, quelques jours avant de le démettre, l’aurait « embrassé et lui aurait dit qu’il avait une pleine confiance en lui ». Selon Andrée Bachoud, les déclarations des ministres limogés Fraga et Solís laissent des doutes sur la part effective que Franco a prise dans ce remaniement et portent à postuler l’effet d’une « incontinence affective » en rapport avec la maladie de Parkinson dont souffrait Franco. En tout état de cause, ces événements eurent pour conséquence de réduire l’importance de l’Organisation syndicale espagnole (OSE) à la tête de l’État.

### Retour au gouvernement (1975-1976)
En juin 1975, José Solís Ruiz assuma de nouveau le secrétariat général du Mouvement, cette fois dans le dernier gouvernement de Franco, et ce à la suite de la mort dans un accident de son prédécesseur Fernando Herrero Tejedor, et à une époque où Solís avait répudié ses anciennes propositions aperturistes. Compte tenu qu’il avait été missionné de superviser les investissements du roi du Maroc en Espagne, il fut appelé à jouer un rôle majeur lors de la crise du Sahara d’octobre 1975. En compagnie de Franco, alors gravement malade, il se rendit le 21 octobre à Rabat pour s’y entretenir et négocier avec le roi Hassan II. S’appliquant à trouver une issue négociée apte à éviter un conflit direct entre les deux pays, il supplia le roi du Maroc de stopper la Marche verte le temps nécessaire pour permettre à l’Espagne de se retirer du territoire sans incidents. Hassan donna sa parole à Solís d’arrêter la Marche, mais ne tint pas sa promesse et l’invasion se poursuivit,. Finalement furent signés les accords de Madrid de 1975, aux termes desquels le gouvernement espagnol, reniant toutes les garanties promises aux Sahraouis, acceptait de se dessaisir des territoires du Sahara espagnol, qui allaient dès lors être occupés par le Maroc et la Mauritanie.
José Solís fit partie du premier gouvernement postérieur à la mort de Franco, dirigé par Arias Navarro, au titre de ministre du Travail, poste qu’il occupera du 11 décembre 1975 au 7 juillet 1976. Un auteur a suggéré que cette nomination peut se voir en partie comme une marque de reconnaissance pour sa participation antérieure aux négociations avec le Maroc. Toutefois, la situation économique à laquelle Solís se trouva confronté était fort malaisée, l’économie espagnole ayant notablement subi les répercussions de la crise pétrolière de 1973. Dans les premiers mois de 1976, les forces syndicales de l’opposition lancèrent une vaste campagne de mobilisation et de grèves, où ces dernières devaient atteindre un nombre total de 17 731. C’est dans ce contexte de crise sociale et politique, de terrorisme et de répression que se produisirent les événements de Vitoria, lors desquels plusieurs ouvriers furent tués sous l’effet de la répression policière. José Solís quitta son poste après la démission du gouvernement Arias en juillet 1976, renonçant depuis lors à la vie politique pour se concentrer désormais sur son activité d’entrepreneur. Il décéda à son domicile privé madrilène le 30 mai 1990,, et fut inhumé au cimetière de sa ville natale.

### Vie privée
Il contracta mariage avec Ana María Rodríguez Sedano-Bosch, avec qui il eut quatorze enfants,.
Lié d’amitié avec le colonel Enrique Herrera Marín, attaché militaire de l’ambassade d’Espagne à Buenos Aires, Solís aida celui-ci dans ses démarches en vue de l’installation en Espagne du président argentin exilé Juan Domingo Perón. En 1961, Perón finit par élire domicile sur le sol espagnol, grâce à l’appui du gouvernement franquiste.
Sous la dictature de Franco, Solís fut désigné président du Comité international de défense de la civilisation chrétienne,.

## «Plus de sport et moins de latin»
Pendant les années du franquisme, José Solís fut à l’origine de la formule célèbre « plus de sport et moins de latin » (en espagnol más deporte y menos latín). L’expression avait été dérivée d’une déclaration contenue dans un sien discours prononcé en juillet 1975, où il préconisait de consacrer plus d’heures au sport, « fût-ce au prix de dispenser moins de latin ». Une réplique à cette formule a été attribuée au professeur d’université Adolfo Muñoz Alonso, qui l’aurait faite à Solís quand celui-ci lui demanda à quoi pouvait bien servir l’enseignement d’une langue morte : « En tout cas déjà, monsieur le Ministre, à ce que votre épouse, qui est née à Cabra, a été appelée egabrense et pas autre chose »,.

## Œuvres
- (es) Nuestro sindicalismo, Madrid, Servicio Nacional de Información y Publicaciones Sindicales (S.I.P.S.), coll. « Unidad », 1955, 320 p..
- (es) Nueva convivencia española, Madrid, Servicio de Información y Publicaciones Sindicales (S.I.P.S.), 1959, 299 p..
- (es) José Antonio: actualidad de su doctrina, Madrid, Delegación Nacional de Organizaciones del Movimiento, 1961, 136 p..
- (es) La gran realidad de nuestro fuero del trabajo, Madrid, Servicio de Información y Publicaciones de la Organización Sindical Española, 1963, 22 p. (lire en ligne).
- (es) España. Su Monarquía y su futuro, Barcelone (1975)[107].

## Récompenses
- Médaille d’argent du Mérite au travail (1947)[108] ;
- Grand-croix de l’ordre de Cisneros (1953)[109] ;
- Grand-croix de l’ordre d’Alphonse X le Sage (1956)[110] ;
- Grand-croix de l’ordre du Mérite militaire (1959)[111] ;
- Grand-croix de l’ordre impérial du Joug et des Flèches (1961)[112] ;
- Grand-croix (avec insigne blanc) de l’ordre du Mérite naval (1962)[113] ;
- Grand-croix de l’ordre d’Isabelle la Catholique (1962)[114] ;
- Grand-croix de l’ordre civil du Mérite agricole (1962)[115] ;
- Grand-croix de l’ordre de Saint Raymond de Peñafort (1963)[116] ;
- Grand-croix (avec insigne blanc) de l’ordre du Mérite aéronautique (1967)[117] ;
- Grand-croix de l’ordre de Charles III d'Espagne (1969)[118] ;
- Médaille d’argent du Mérite au travail (1973)[119] ;
- Grand-croix de l’ordre royal et militaire de Saint-Herménégilde (1975)[120] ;
- Collier de l’ordre d’Isabelle la Catholique (1976)[121].